# كاتينيانو
كاستينيانو (بالإيطالية: Catignano)‏ هي بلدية في مقاطعة بسكارا في إقليم أبروتسو الإيطالي.

## السكان
في سنة 1861 بلغ عدد السكان 2٬156 نسمة، وتطور العدد ليصل في سنة 2018 لـ 1٬325 نسمة.
يظهر هذا المخطط البياني تطور النمو السكاني لـ كاتينيانو